# Moaște

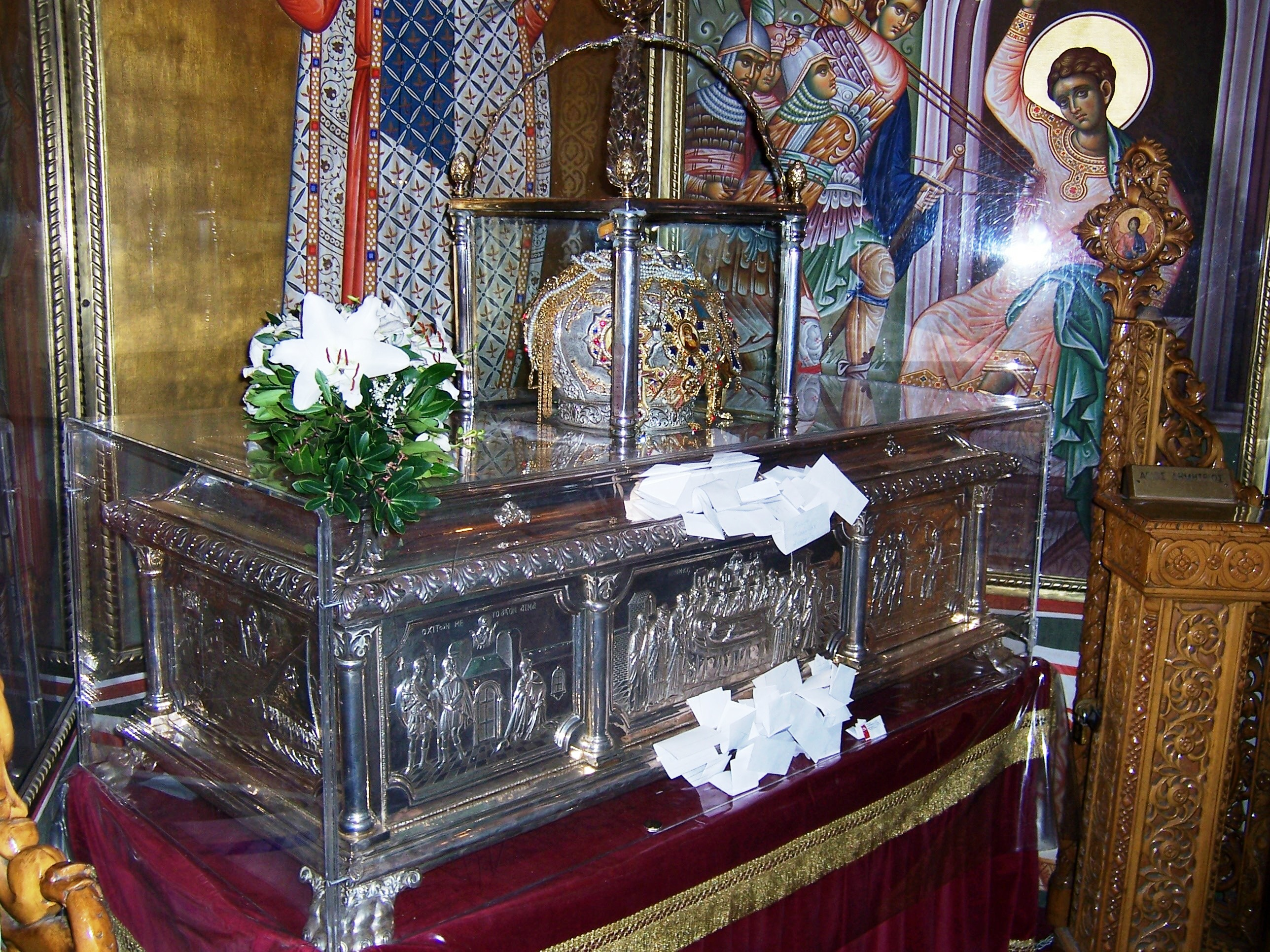
Moaștele Sf. Dumitru, în Biserica ortodoxă Sfântul Dumitru din Salonic, Grecia

Moaște (sau relicve) sunt oseminte, rămășițe din trupul unui sfânt sau al unui fericit, veșminte sau alte obiecte ale sfinților sau strămoșilor unui popor, sau obiecte care au servit la martirizarea celor care au fost proclamați sfinți sau fericiți.

## Descriere
Moaștele sau relicvele, în creștinism (religia catolică sau ortodoxă), pot fi rămășițe din trupul unui sfânt sau al unui fericit, icoane, îmbrăcăminte sau alte obiecte cu care a ajuns în contact sfântul venerat.

## Etimologie
Cuvântul românesc moaște provine din cuvântul slavon mošti (cf. bulgară мощи, pronunțat: [moști]) și se folosește mai ales în limbajul religios și doar la plural. 
Cuvântul moaște este sinonim cu cuvântul relicvă, la plural relicve, care este un împrumut din francez relique, la plural reliques, „rămășițe”; acesta, la rândul său, provine din limba latină: reliquiae, „rămășițe”, „resturi”.

## Folosirea moaștelor în creștinism
Venerarea moaștelor se practică în mai multe culte, dar termenul consacrat e valabil doar pentru cultul ortodox.

## Controverse
în general creștinismul protestant consideră însă folosirea moaștelor a fi o formă de superstiție de aceeași natură ca și invocarea sfinților, anume o recădere în idolatrie și păgânism. Această percepție se poate zice că este congenitală în Reformă, pentru că Luther se îndepărtează (spre bătrânețe) și din acest punct de vedere de percepția catolică, pentru a se apropia de ideile intransingentului Calvin; în general pentru savanții importanți ai Reformei (precum Caspar Peucer de exemplu), credința unor culte creștine în capacitățile taumaturgice ale moaștelor, ca și invocarea sfinților, reprezentau forme de rătăcire umană induse cu scopuri malefice de către diavoli, ele fiind deci forme de satanism.
Astăzi, atât în catolicism, cât și în ortodoxism, venerarea moaștelor e adoptată la scară largă, mulți credincioși mergând până la a substitui tratamentul medical profesionist cu închinatul la rămășițele sfinte, conform convingerii că vindecarea vine doar ca urmare a profunzimii credinței.

## Galerie de imagini

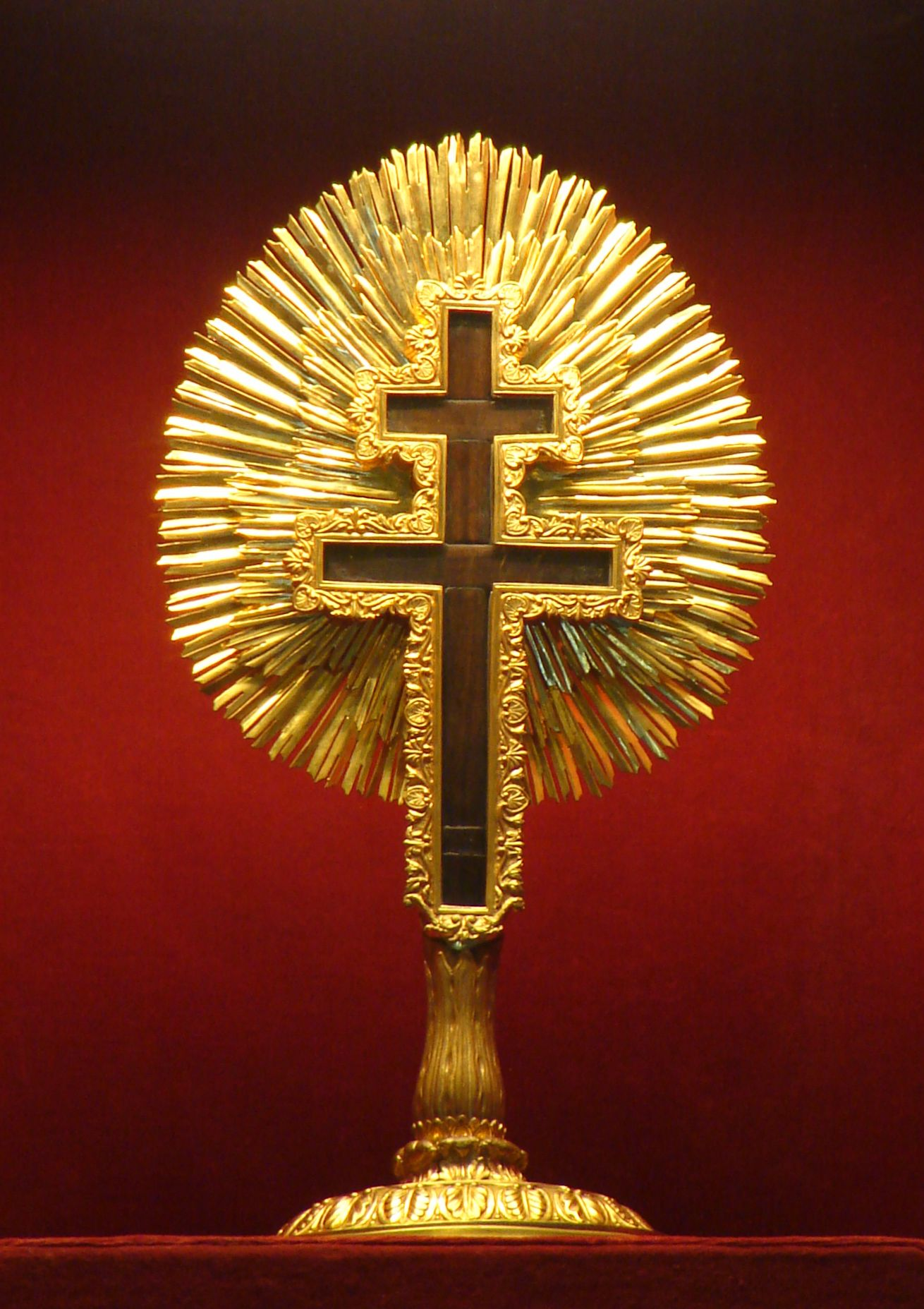
Fragment din Sfânta Cruce, montat într-un relicvariu păstrat în mănăstirea Cisterciană Heiligenkreuz[4], din Austria Inferioară
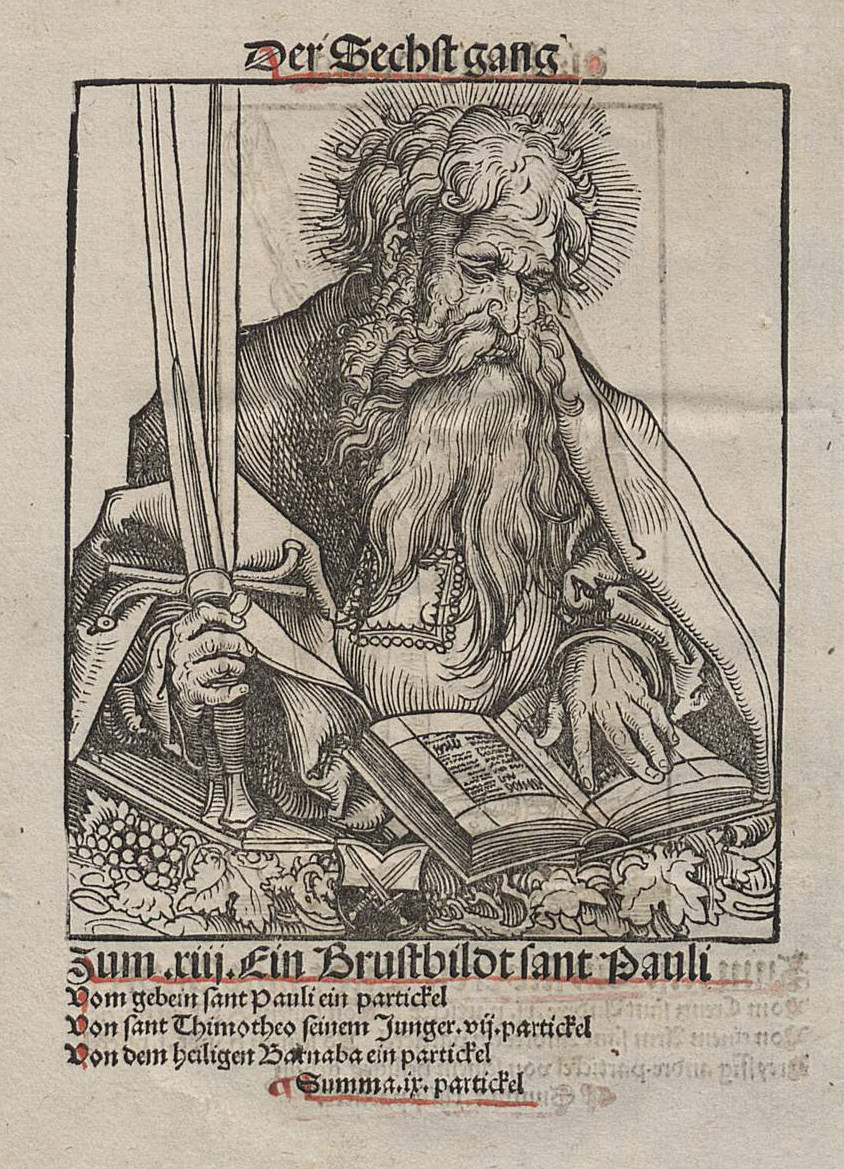
Sfântul Pavel / Sfântul Paul
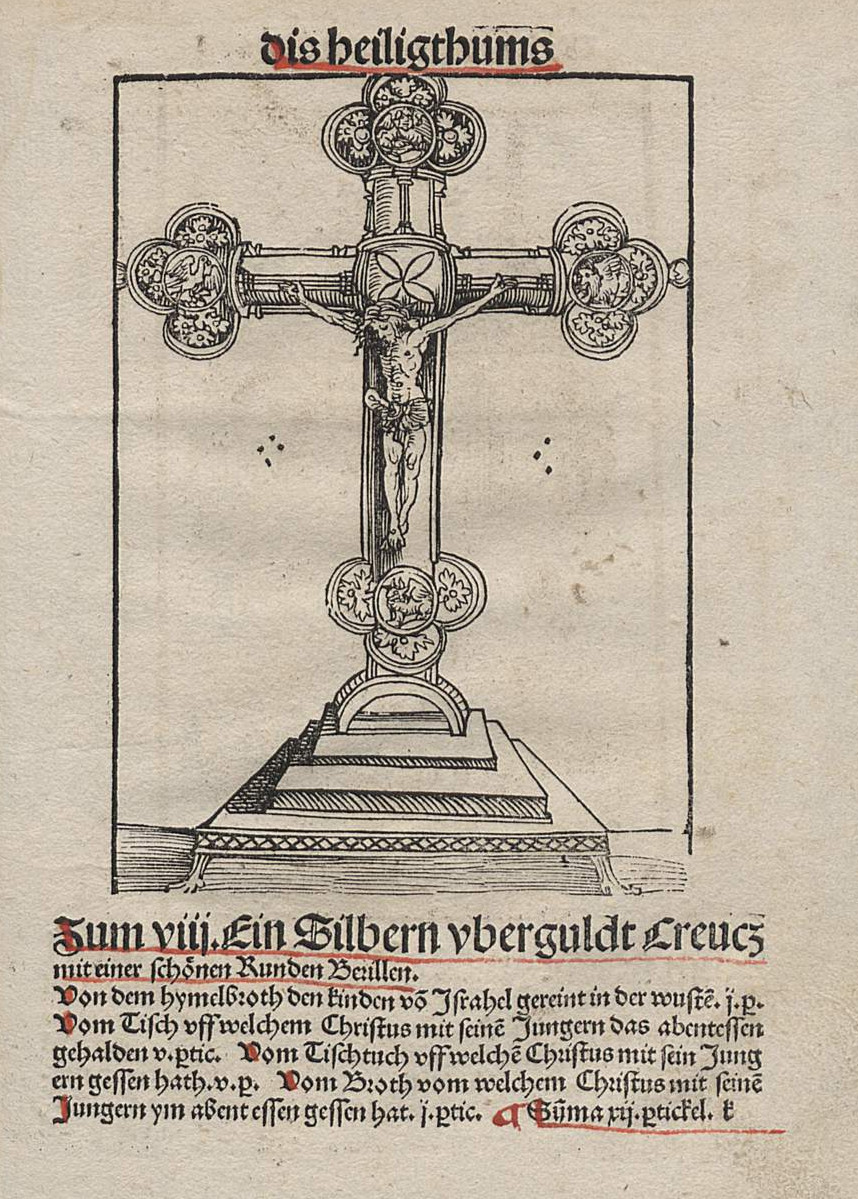
Cruce de argint
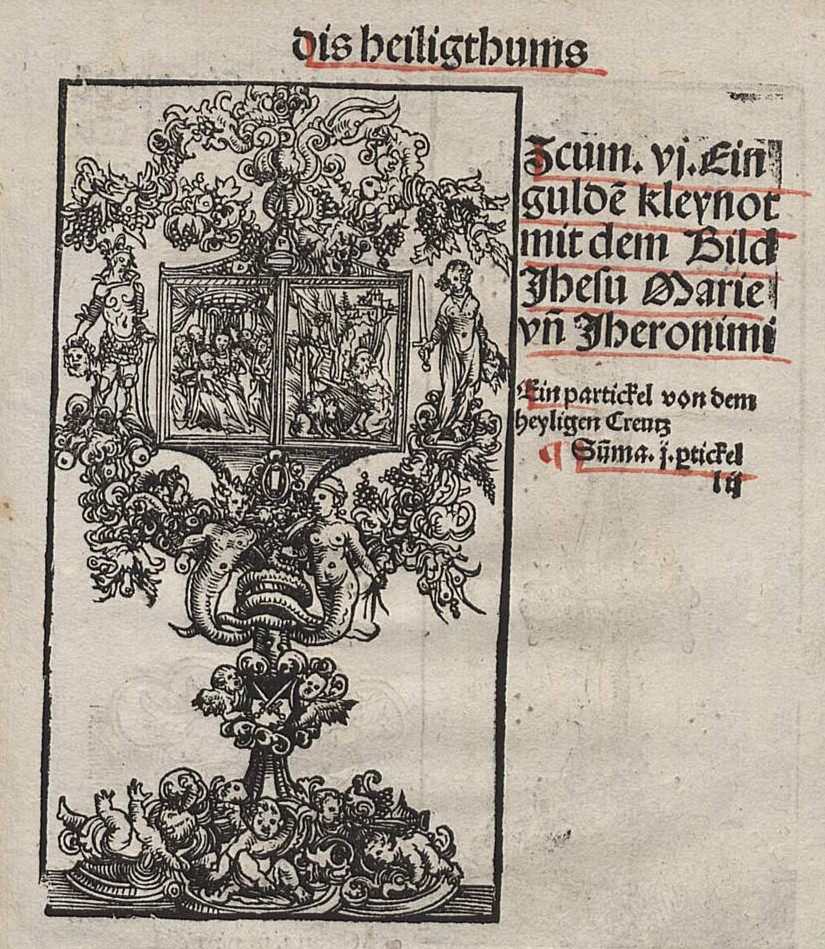
Icoana Fecioarei Maria
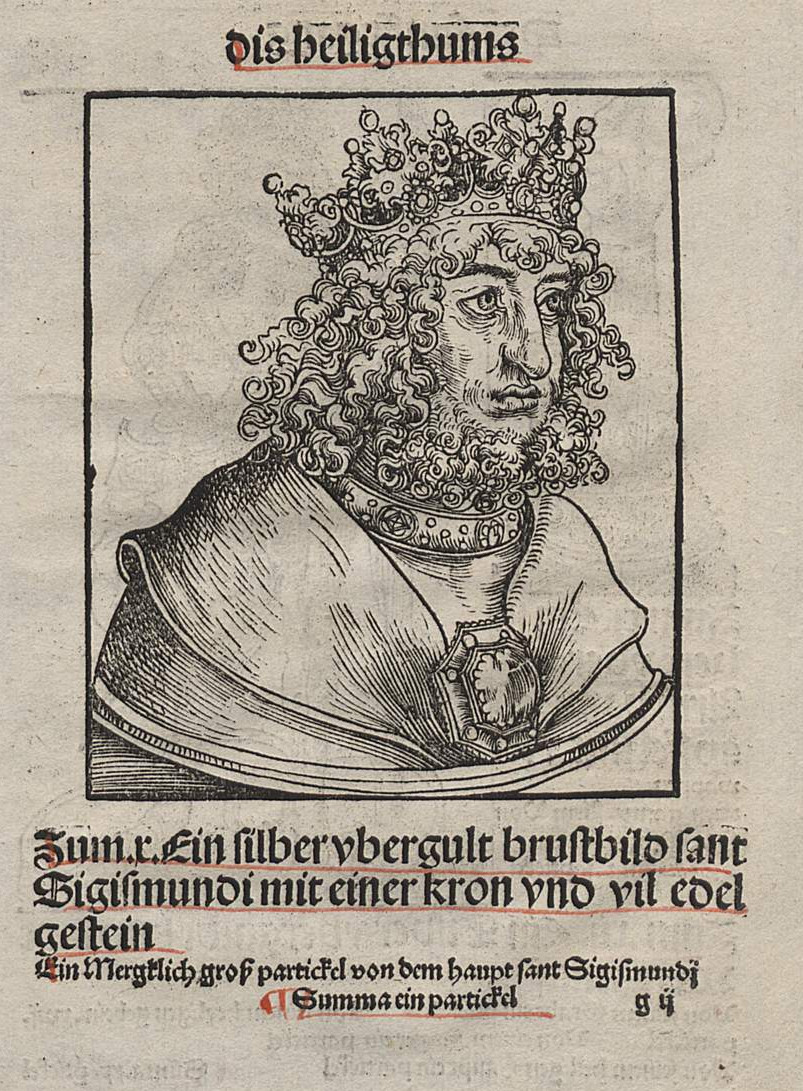
Bustul Sfântului Sigismund (Burgund)
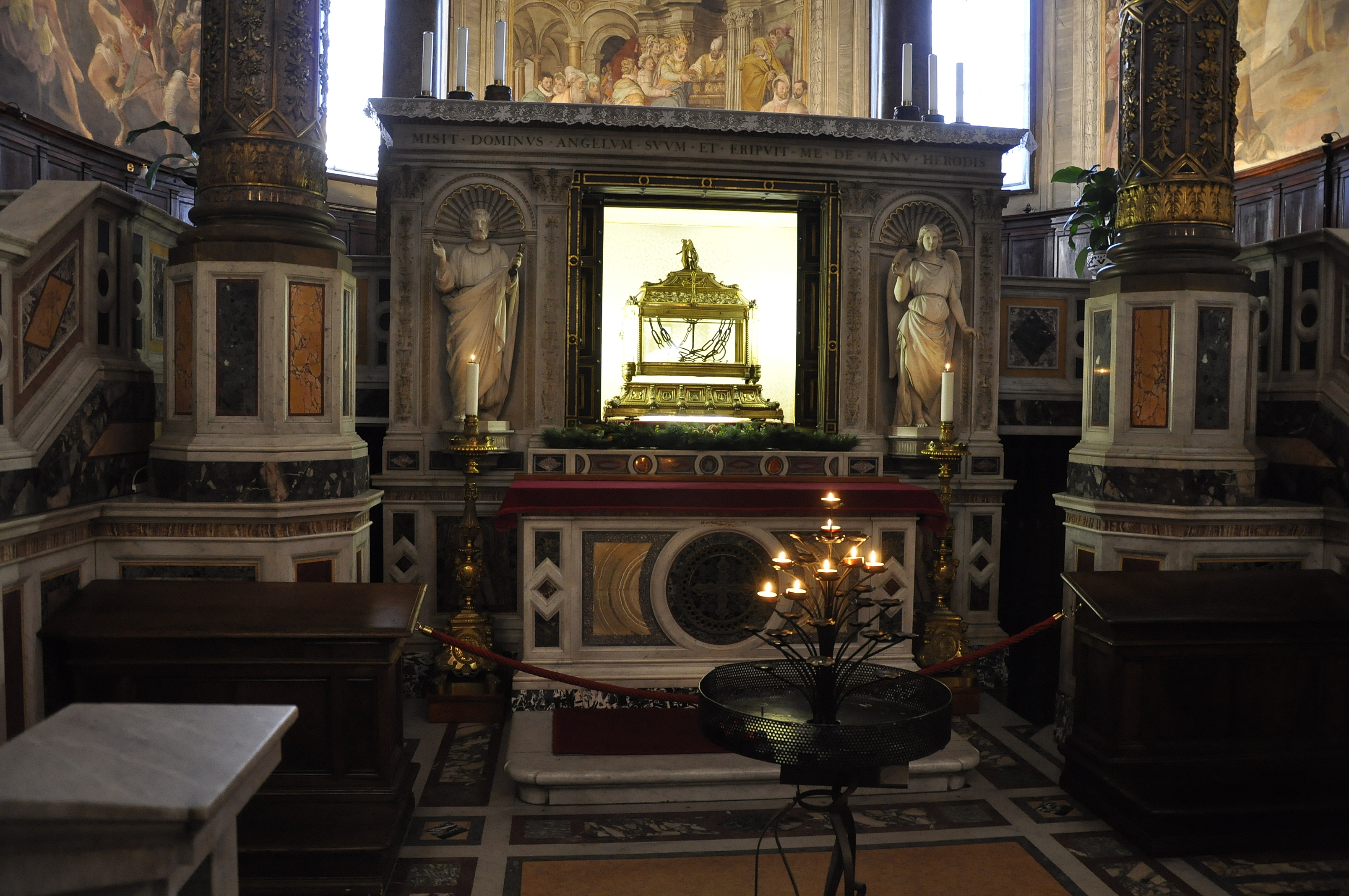
Presupusele lanțuri ale Sfântului Petru, păstrate în Basilica di San Pietro in Vincoli din Roma
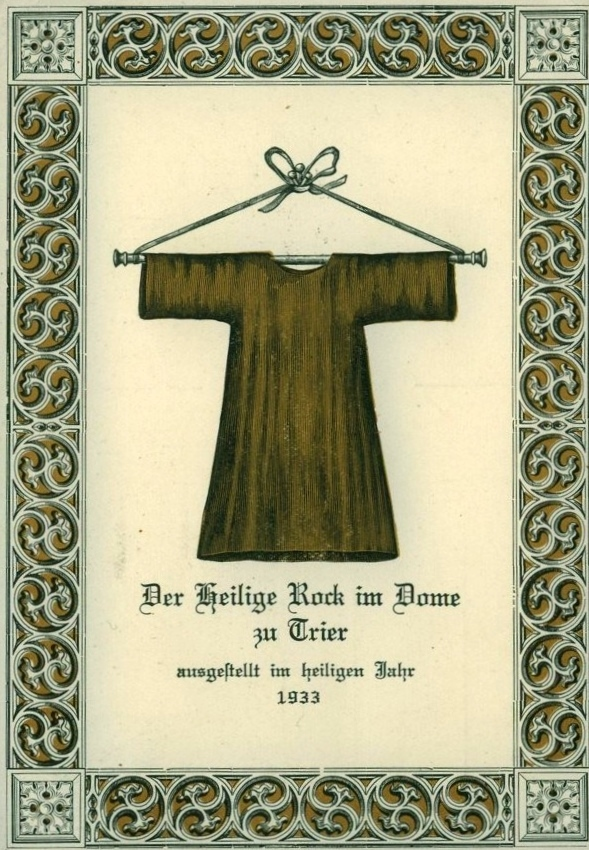
Presupusa „Cămașă a lui Cristos” expusă în 1933 la Trier (Germania)
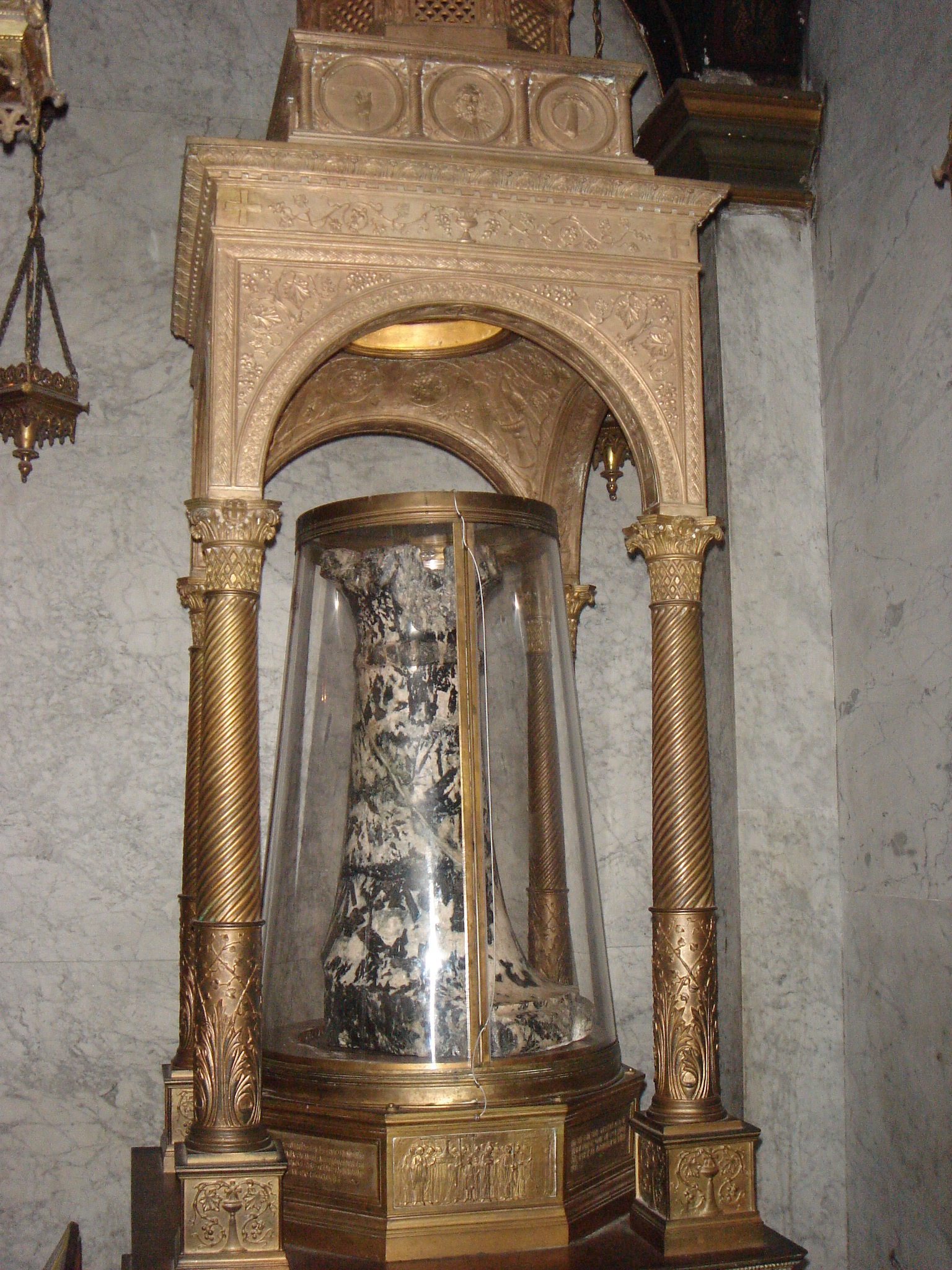
Coloana flagelării Mântuitorului, în Bazilica Santa Prassede, din Monti (Roma)